# Il robot selvaggio
Il robot selvaggio (The Wild Robot) è un film d'animazione del 2024 scritto e diretto da Chris Sanders.
La pellicola è l'adattamento cinematografico dell'omonimo romanzo illustrato da Peter Brown.

## Trama
Una nave cargo della Universal Dynamics perde sei robot multiuso ROZZUM durante un tifone. Solo uno dei robot sopravvive all'incidente, approdando su un'isola priva di esseri umani e venendo attivato dagli animali selvatici lì presenti. L'unità ROZZUM 7134, soprannominata "Roz", cerca di essere d'aiuto agli animali, ma riesce solo a spaventarli, finendo per essere soprannominata "il mostro"; Roz trascorre quindi diversi giorni a tradurre il linguaggio degli animali, ma non riesce a trovare nessuno che abbia bisogno del suo aiuto. Decide quindi di segnalare la sua posizione ai suoi produttori per essere recuperata, ma, dopo essere stata colpita da un fulmine, aggredita da un gruppo di procioni e inseguita dall'orso Spina, distrugge accidentalmente un nido di oche, lasciando intatto solo un singolo uovo.
Dopo che Roz è riuscita a difendere l'uovo da una volpe affamata, esso si schiude; il pulcino, a causa dell'imprinting, la identifica come madre e si affeziona a lei, ma rompe il suo trasmettitore a lungo raggio. Coda Rosa, una mamma opossum, istruisce Roz su come crescere il pulcino fino a che sarà abbastanza grande da poter migrare. La volpe che aveva tentato di mangiarsi l'uovo, Fink, si rende conto che può trarre vantaggio dalla collaborazione con Roz e l'aiuta a trovare cibo per il pulcino e costruire un rifugio; il robot in seguito rinomina il pulcino Beccolustro.
Una volta che Beccolustro cresce, Roz e Fink gli insegnano a nuotare e lui incontra le altre oche dell'isola, che lo deridono per le sue esigue dimensioni e gli rivelano che la madre è il "mostro" che ha ucciso la sua famiglia. Sconvolto perché ciò gli era stato tenuto nascosto, Beccolustro si arrabbia con Roz e se ne va, mentre quest'ultima ritorna sul luogo dell'incidente della nave per saperne di più sul suo scopo; dopo aver ricostruito un'altra unità ROZZUM per consultarsi, quest'ultima definisce Roz difettosa a causa delle emozioni che ha sviluppato nel prendersi cura di Beccolustro e le ordina di tornare ai laboratori per essere resettata, dandole il suo trasmettitore prima di spegnersi.
In un primo momento, Roz pensa che sia meglio tornare al luogo a cui appartiene, ma Fink la incoraggia a completare il suo compito, ossia preparare Beccolustro alla migrazione. Per aiutarlo a esercitarsi Roz costruisce una pista cosicché possa prendere velocità; inoltre il castoro Sguazza le realizza un piede per sostituire quello precedentemente perso. Beccolustro, rimasto piccolo, ha difficoltà a riuscire a volare ma Roz e Fink reclutano il falco Fulmine come istruttore di volo e l'animale spiega alla giovane oca come ali di ridotte dimensioni, non lo rendano per forza inadatto al volo: lui stesso come falco le ha così e non è certo un problema. Il leader del gruppo di oche, Collolungo, resta impressionato dalla forza di volontà di Beccolustro e dalla dedizione di Roz, e gli permetterà di unirsi allo stormo ma dovrà sviluppare una sufficiente resistenza, con ancora solo una settimana dalla partenza. Beccolustro riesce a migliorare sia nel volo che nella resistenza, giusto in tempo per la partenza delle oche per la migrazione.
Roz, pur avendo portato a termine il suo compito, è affranta per la partenza di Beccolustro e insicura sul suo scopo; decide quindi di attivare il suo trasmettitore, ma lo spegne proprio mentre il segnale raggiunge la sede della Universal Dynamics. Nel frattempo, un temporale costringe le oche a fermare la migrazione e cercare riparo all'interno di una serra della Universal Dynamics, dove degli altri esemplari di robo ROZZUM le scoprono e, ritenendoli un pericolo per le coltivazioni allertano altri robot, detti RECO che le attaccano. Collolungo ordina a Beccolustro, essendo lui l'unica oca a non andare nel panico di fronte ai robot, di guidare lo stormo verso un luogo sicuro prima di sacrificarsi per lo stormo. Roz si risveglia nel suo rifugio e trova Fink, rintanatosi lì a causa di una violenta tempesta di neve. Sebbene Fink non voglia condividere la tana, aiuta Roz a salvare quanti più animali possibile e a portarli nel rifugio. Lo sforzo porta però Roz a esaurire la carica delle sue batterie; prima di spegnersi, Roz esorta le prede e i predatori a smettere di combattere fino alla primavera e una volta che l'orso Spina accetta la tregua, gli altri seguono l'esempio.
Roz si risveglia mesi dopo per scoprire che gli animali sono ancora in pace; le oche tornano sull'isola, acclamando Beccolustro come un eroe, ma prima che lui e Roz possano reincontrarsi, una navetta della Universal Dynamics arriva per recuperare il robot. Vontra, un robot di recupero, tenta di attirare Roz sulla nave, ma lei fugge e di conseguenza Vontra invia un esercito di RECO per recuperarla. Tutti gli animali si uniscono per difendersi dai RECO, ma inutilmente, e Vontra provoca un incendio boschivo ordinando ai RECO di autodistruggersi. Mentre gli altri animali si danno da fare per estinguere il fuoco aiutando Sguazza a far cadere il più grande albero dell'isola, in modo così da deviare il fiume e spegnere le fiamme, Beccolustro guida gli uccelli dell'isola in un attacco contro la navetta. L'oca si introduce a bordo, ma scopre che Vontra ha già disattivato l'energia vitale di Roz e cancellato i suoi ricordi. Beccolustro, che non aveva fatto in tempo quando era partito, la ringrazia per tutto quello che ha fatto e la perdona; inaspettatamente i sistemi di Roz vengono riattivati e ripristinati dal suo amore per Beccolustro e i due distruggono Vontra e fuggono dalla navetta prima che esploda.
Sebbene gli animali abbiano vinto, Roz decide di andarsene comunque per proteggere l'isola da futuri attacchi, promettendo che i suoi produttori non riusciranno a portarle via la sua coscienza e che troverà un modo per tornare. Mesi dopo, gli animali hanno mantenuto la promessa fatta a Roz di non essere ostili tra loro durante l'inverno, convivendo nel rifugio da lei costruito, con Fink che racconta ai cuccioli la sua storia per mantenere in vita il ricordo della sua amica. Roz, dopo il suo ritorno, è stata riparata e lavora in una serra della Universal Dynamics, apparentemente ripristinata alle sue impostazioni di fabbrica, ma quando Beccolustro si intrufola e si avvicina a lei, rivela di avere ancora i suoi ricordi e i due si abbracciano. In una scena alla fine dei titoli di coda Fink e Sguazza piantano un nuovo alberello per sostituire quello abbattuto.

## Personaggi
- ROZZUM unità 7134 "Roz": è il robot protagonista. Si tratta di un sistema di assistenza creato dalla Universal Dynamics. Finita sull'isola durante un tifone è l'unica dei sei ROZZUM rimasti funzionanti. Inizialmente nessuno degli animali dell'isola vuole avere a che fare con lei, anche se impara a tradurre il loro linguaggio, poiché viene considerata un "mostro" ma quando accidentalmente distrugge un nido di oche selvatiche a cui sopravvive un unico uovo decide di occuparsi di esso fino alla schiusa. In un primo momento dopo la nascita dell'oca, pensò di aver concluso, ma poiché a causa dell'imprinting questa la considera la sua mamma, questa deve adattarsi per riuscire nel compito di accudirla, crescerla e infine prepararla a volare in autunno. L'essersi occupata di Beccolustro la porta a provare emozioni che sarebbero impossibili per una macchina dimostrando di poter essere più di quello per il quale è stata programmata.
- Fink: una volpe rossa che inizialmente tenta di mangiarsi l'uovo che Roz custodisce. Ma quando dopo la nascita dell'oca vede come goffamente tenta di prendersi cura di lei, decide di sfruttare il fatto che il robot crede a tutte le cose che gli si dicono per procurarsi sia cibo che un riparo. Inizialmente Fink pensa soltanto di sfruttarla, ma pian piano che l'aiuta a crescere Beccolustro sia affeziona a lei al punto da considerarla la sua prima vera amica.
- Beccolustro: un'oca Canadese unico sopravvissuto del nido distrutto accidentalmente da Roz. Per via dell'imprinting la scambia per sua madre e impara addirittura i suoi linguaggi tecnici. Quando viene rivelata la verità su ciò che è accaduta la sua famiglia, in un primo momento non vuole più avere a che fare con Roz, ma la sua madre adottiva decide di aiutarlo a prepararsi alla migrazione. Anche se inizialmente non riusciva a perdonarla per aver taciuto la verità sulle sue origini, capisce che tutto quello che ha fatto per lui è stato per amore.
- Codarosa: una femmina di opossum della Virginia madre di sette cuccioli. Dà a Roz i consigli per potersi occupare di Beccolustro.
- Sguazza: un castoro nevrotico preso in giro da tutti gli animali, perché si è prefissato l'obiettivo di abbattere il più grande albero dell'isola. Non sembra interessato a ciò che succede sull'isola, tuttavia quando Roz perde uno dei suoi piedi, lui glielo sostituisce costruendoglielo di persona. Durante la lotta con Vontra, quando i robot RECO esplodono scatenando un incendio, sarà proprio il progetto per cui è stato preso in giro a salvare l'isola deviando il fiume e spegnendo le fiamme.
- Spina: un orso grizzly, il predatore più temuto dell'isola per la sua aggressività. Quando Roz porta tutti gli animali nel rifugio per i riparati dalla tempesta di neve, è il primo ad accettare la tregua di non fare del male a nessuno durante l'inverno aiutandola anche nella battaglia contro i RECO.
- Collolungo: un'oca selvatica leader della prossima migrazione. A differenza degli altri della sua specie, lui resta colpito dalla dedizione di Roz e l'impegno di Beccolustro, e acconsente a farlo viaggiare con lo stormo quando vede che oltre ad aver imparato a volare ha sviluppato le resistenze necessarie a sopportare il viaggio. Durante una sosta nelle serre della Universal Dynamics, quando lo stormo va nel panico a causa dei robot, lascia il comando a Beccolustro prima di sacrificare la sua vita e permettergli di salvare tutti gli altri.
- Fulmine: un falco pellegrino che diventerà l'istruttore di volo di Beccolustro. Oltre a insegnargli a volare, l'aiuterà anche a salvare a Roz deviando il raggio verso la nave che la trasporta.
- VONTRA: l'acronimo del suo nome "Visualizzazione Osservazione e Neutralizzazione Troppo Recalcitranti Automi" fa pensare che come macchina sia assolutamente neutrale a qualsiasi cosa, ma quando Roz rifiuta di tornare alla Universal Dynamics, non esita a liberare i RECO per recuperarla, specialmente a farli esplodere per eliminare gli animali che la proteggevano. Arriva anche a essere disposta a uccidere lei e Beccolustro solo per studiarli, ma finisce distrutta da Roz.

## Produzione

### Sviluppo
Il 28 settembre 2023, DreamWorks Animation ha annunciato un adattamento cinematografico animato della serie di libri Il Robot Selvaggio (The Wild Robot) di Peter Brown, con Chris Sanders alla scrittura e alla regia, Jeff Hermann alla produzione e Dean DeBlois, collaboratore creativo di lunga data di Sanders, produttore esecutivo. Sono stati rivelati altri membri della troupe, tra cui lo scenografo Raymond Zibach, la montatrice Mary Blee e la responsabile della storia Heidi Jo Gilbert.
Il 5 marzo 2024, con l'uscita del primo trailer del film, è stato annunciato che Lupita Nyong'o, Pedro Pascal, Catherine O'Hara, Bill Nighy, Kit Connor, Stephanie Hsu, Mark Hamill, Matt Berry e Ving Rhames saranno i protagonisti del film.

### Animazione
Il robot selvaggio sarà l'ultimo film ad essere animato interamente dalla DreamWorks, poiché Cartoon Brew ha riferito il 6 ottobre 2023 che lo studio si sarebbe allontanato dalla autoproduzione di film nel proprio campus di Glendale per affidarsi maggiormente a studi esterni dopo il 2024.

## Colonna sonora
Kris Bowers ha composto la colonna sonora del film, segnando la sua prima colonna sonora per un film d'animazione.

## Promozione
Il primo teaser trailer del film è stato pubblicato il 5 marzo 2024.

## Distribuzione
Il film è distribuito nelle sale cinematografiche nordamericane dal 27 settembre 2024 ed in quelle italiane dal 10 ottobre con anteprima nazionale il 29 settembre e il 6 ottobre.

### Edizione italiana
L'edizione italiana del film è stata curata dalla Universal Pictures International Italy con la direzione del doppiaggio e l'adattamento dei dialoghi curati da Carlo Cosolo assistito da Flaminia Fassari. Il doppiaggio italiano e la sonorizzazione della pellicola, invece, sono stati eseguiti dalla 3Cycle Srl. Il testo italiano della canzone e la direzione musicale sono stati affidati a Marco Benevento; nell'edizione italiana, la canzone "Tra le nuvole" (adattamento dell'originale "Kiss the Sky") è interpretata da Giulia Luzi.
Il doppiaggio vede la partecipazione degli attori Esther Elisha, Alessandro Roia e Alessandro Starna.

## Accoglienza

### Incassi
Il film ha incassato 143901945 $ in Nordamerica e 190635242 $ nel resto del mondo, per un totale di 334537187 $. In Italia ha incassato 6659497 €.

### Critica
Il film è stato accolto positivamente dalla critica. Sull'aggregatore di recensioni Rotten Tomatoes ha un indice di gradimento del 96% basato su 257 recensioni, con un voto medio di 8,4 su 10. Su Metacritic ottiene un punteggio di 85 su 100 basato su 46 recensioni.

## Riconoscimenti
- 2025 – Premio Oscar
  - Candidatura per il miglior film d'animazione
  - Candidatura per il miglior sonoro
  - Candidatura per la miglior colonna sonora originale
- 2025 – Golden Globe[14]
  - Candidatura al miglior film d'animazione
  - Candidatura alla miglior colonna sonora a Kris Bowers
  - Candidatura alla miglior canzone originale
  - Candidatura al miglior risultato al cinema e al box office

## Sequel
Il 7 settembre 2024, quando gli è stato chiesto circa un potenziale sequel, Sanders ha dichiarato: «Mi piacerebbe molto. Questo è stato un lavoro d'amore da parte di tutto lo studio, e sì, penso che mi piacerebbe andare avanti ma rimanere anche un po' qui». Il 12 ottobre Chris Sanders ha annunciato che un sequel, basato sul libro La fuga del robot selvaggio di Peter Brown, è in fase di lavorazione.